# سهول باركلي
سهول باركلي بالإنجليزية (Barkly Tableland): هو سهل من الأراضي العشبية يمتد من الجزء الشرقي في المقاطعة الشمالية حتى غرب كوينزلاند بأستراليا، تغطي مساحة 283648 كم2 ما يعادل 21% من مساحة المقاطعة الشمالية، بلغ عدد سكانها عام 2007 حوالي 6330 نسمة، سهل باركلي يسير بمحاذاة الشاطئ الجنوبي لخليج كاربنتاريا Carpentaria, وليبام اندسبورو William Landsborough هو من أكتشف هذه السهول وأطلق عليها اسمها.